# Жупахин, Сергей Георгиевич
Серге́й Гео́ргиевич Жупа́хин (1888 — 1940) — сотрудник советских органов государственной безопасности и охраны правопорядка, начальник Управления НКВД по Вологодской области, майор государственной безопасности. Входил в состав особой тройки НКВД СССР.
Депутат Верховного Совета РСФСР 1-го созыва.

## Биография
Родился в семье рабочего. Русский. В РКП(б) с 1919. Окончил начальную школу, 2 класса городского 4-классного училища. Работал учеником в хромолитографском цехе фабрики, совмещая работу с учёбой на вечерних курсах художественно-промышленного училища, которые не окончил.
Некоторое время тяжело болел. Затем чертёжник в чертёжном бюро, уволен с работы за попытку протеста; после чего чертёжник на изысканиях и строительстве железных дорог Петроградской губернии. Работал на строительстве железной дороги Петроград—Волхов в 1917, член железнодорожного комитета строительства 1917. Чертёжник управления работ железной дороги Петроград—Рыбинск в 1917—1919, руководитель чертёжной группы строительства железной дороги.
В 1919—1920 председатель Чембарского уездного профсоюзного бюро (Пензенская губерния), председатель Чембарского уездного комитета РКП(б), ответственный инструктор по топливу при особоуполномоченном Совета Труда и Обороны РСФСР по Северному сектору. В 1921—1922 комиссар Управления строительства железнодорожных линий Северо-Западной области, комиссар Технического отдела Округа пути и службы пути Северо-Западных железных дорог, начальник Административной службы Северо-Западных железных дорог, начальник политического секретариата Северо-Западных железных дорог.
В 1922—1926 временно исполняющий должность уполномоченного, помощник начальника Секретной части, начальник Политического отдела Петроградского окружного транспортного отдела, помощник начальника Информационного отдела, начальник Специальной части, I отделения Секретно-оперативной части Ленинградского окружного транспортного отдела ГПУ—ОГПУ.
В 1926—1928 помощник начальника Секретного отдела, начальник I отделения Секретного отдела Секретно-оперативного управления Полномочного представительства ОГПУ по Ленинградскому военному округу. В 1927—1929 начальник Секретного отдела Секретно-оперативного управления Полномочного представительства ОГПУ по Ленинградскому военному округу, помощник начальника Секретно-оперативного управления Полномочного представительства ОГПУ по Ленинградскому военному округу.
В 1930—1932 начальник Экономического управления, Экономического отдела ОГПУ по Ленинградскому военному округу. В 1932—1934 начальник Секретно-политического отдела Полномочного представительства ОГПУ по Северо-Кавказскому краю, начальник Секретно-политического отдела Полномочного представительства ОГПУ — УГБ Управления НКВД по Азово-Черноморскому краю.
В 1934—1937 начальник Управления рабоче-крестьянской милиции Управления НКВД по Ленинградской области, помощник начальника Управления НКВД по Ленинградской области по милиции, помощник начальника II отдела ГУГБ НКВД СССР, заместитель начальника II отдела ГУГБ НКВД СССР.
С 28 сентября 1937 начальник Управления НКВД по Вологодской области, куда его рекомендовал лично нарком внутренних дел Н. И. Ежов. Проявил особое рвение в выявлении «врагов народа» во властных структурах. Этот период отмечен вхождением в состав особой тройки, созданной по приказу НКВД СССР от 30.07.1937 № 00447 и активным участием в сталинских репрессиях.
Арестован 14.12.1938. Военной коллегией Верховного суда СССР 16.05.1940 приговорен к ВМН. В 1999 в реабилитации отказано.

### Звания
- Инспектор милиции (11 июля 1936);
- Майор государственной безопасности (29 апреля 1937).

### Награды
- Орден Красной Звезды (22 июня 1937);
- Знак «Почётный работник ВЧК—ГПУ (V)» № 479;
- Знак «Почётный работник ВЧК—ГПУ (XV)» (20 декабря 1932);
- Знак «Почётный работник РКМ» 20 марта 1936.

## Репрессии
Арестован 14 декабря 1938 г. Расстрелян. Не реабилитирован.